# 早瀬利雄
早瀬 利雄（はやせ としお、明治36年（1903年）12月2日 - 昭和59年（1984年）1月2日）は、日本の社会学者。横浜市立大学名誉教授。

## 人物・経歴
兵庫県洲本市生まれ。兵庫県立洲本中学校（現兵庫県立洲本高等学校）を経て、1925年神戸高等商業学校（現神戸大学）卒業。1928年東京商科大学（現一橋大学）卒業。
東京商科大学補手、巣鴨高等商業学校（現千葉商科大学）教授を経て、1931年横浜市立横浜商業専門学校（現横浜市立大学）教授。
1934年叙正七位。1936年叙従六位。1938年全国高商文化聯合会副会長。同年小原敬士とともに治安維持法違反で寿町警察署に連行され、1940年から休職となり、1942年に懲役2年執行猶予4年の裁判が確定し失職し、大倉精神文化研究所員となった。
第二次世界大戦後、1959年に日本大学から文学博士の学位を取得し、横浜市立大学教授、同大学名誉教授、日本大学教授を経て、1973年帝京大学教授。1977年正六位勲三等旭日中綬章受章。1984年叙従四位、叙正四位。

## 著書
- 『現代社会学批判』同文館 1934年
- 『交通経済学序説』尚文堂 1934年
- 『社会学と経済学 : 「科学的」社会学への序説 上』横浜市立横浜商業専門学校 1936年
- 『現代アメリカの解剖』東洋經濟新報社出版部 1943年
- 『文化社會學の諸相』（梯明秀, 武田良三と共著）同文館 1947年
- 『米国の経済的民主主義 : TVAの示唆』東洋経済新報社 1948年
- 『社会学批判』研進社 1949年
- 『社会科学の展開 : 経済学と社会学との交流をめざして』関書院 1958年
- 『アメリカ社会学成立史論 : アメリカ社会学成立前史の研究』日本評論社 1959年
- 『現代社会学入門』青春出版社 1959年
- 『現代社会学批判』新評論 1972年

## 編書
- 『現代アメリカ社会学』（馬場明男と共編）培風館 1954年